# Amerikanizacija Emily
"Amerikanizacija Emily" (engl. The Americanization of Emily) je američki crno-bijeli romantični ratni film iz 1964. godine. Produciran je na budžetu od 2,7 milijuna dolara od strane Martina Ransohoffa, režirao ga je Arthur Hiller, a glavni glumci su James Garner, Julie Andrews, Melvyn Douglas i James Coburn. Scenarij je napisao Paddy Chayefsky, poznat po svojem radu na filmovima "Marty" i "TV mreža", a radi se o slobodnoj adaptaciji istoimenog romana Williama Bradforda Huiea koji je kao američki mornarički časnik sudjelovao u iskrcavanju u Normandiji. Radnja filma dešava se u Londonu 1944. u tjednima prije Dana D.
Kad je izašao, film je izazvao mnoge kontroverze, ali ostao je zapamćen kao avangardni antiratni film. Garner i Andrews smatraju ga omiljenim od filmova u kojima su glumili.

## Radnja
Kapetan korvete Charlie Madison (James Garner) iz Rezerve američke mornarice je cinični, ali vrlo efikasan ađutant kontraadmiralu Williamu Jessupu (Melvyn Douglas) u Londonu 1944. Madisonov zadatak je poput potrčka opskrbljivati svojeg šefa i ostale visokorangirane časnike luksuznim proizvodima i prijateljski nastrojenim Engleskinjama. Madison se zaljubi u vojnu vozačicu Emily Barham (Andrews), koja je u ratu već izgubila muža, brata i oca. Njegov materijalistički "američki" stil života usred ratnih nestašica i racioniranja Emily istovremeno smatra fascinantnim i odvratnim, no ne usuđuje se izgubiti još jednu voljenu osobu u ratu. "Praktična kukavica" Madison joj je stoga neodoljiv.
U dubokoj depresiji nakon smrti svoje žene, Jessup opsesivno bavi rivalstvom između grana Oružanih snaga SAD-a; on drži da će mornarica biti zapostavljena u nadolazećem Danu D od strane vojske i ratnog zrakoplovstva. Psihički nestabilni kontraadmiral odluči da "prvi mrtvac na Plaži Omaha mora biti mornar". Ratna dokumentarna snimka ovjekovječit će njegovu smrt, a pokopan će biti kao neznani junak. Naređuje Madisonu da snimi film.
Unatoč Madisonovim revnim pokušajima da izbjegne tu dužnost, on i njegov prijatelj kap. korvete Paul Cummings (James Coburn), koji je u međuvremenu prigrlio projekt, te njihova filmska ekipa nađu se u grupi s komandosima, koji će biti prvi mornari na francuskoj obali. Kad se Madison pokuša povući s plaže, razbješnjeli Cummings ga upuca pištoljem u nogu. Njemačka granata sleti u blizini hramljućeg Madisona, te on time postaje prva američka žrtva na Plaži Omaha. Fotografija Madisona koji trči prema obali (ustvari pokušavajući pobjeći od Cummingsa) nađe se u stotinama novina i časopisa, te je slavljen kao ratni heroj. Jessup, koji se u međuvremenu oporavio od ženine smrti, užasnut je svojom ulogom u njegovom pogibanju. On odluči iskoristiti Madisonovu smrt prema prijašnjem planu da bi promovirao mornaricu u očima Senata u Washingtonu. Emily je, izgubivši još jednu voljenu osobu u ratu, dovedena do ruba očaja.
Najednom se proširi neočekivana vijest — Madison je živ i oporavalja se u vojnoj bolnici u Southamptonu. Jessup je presretan i kani ga dovesti u toku svojeg svjedočenja pred Senatom kao "prvog čovjeka na Plaži Omaha", mornara. Madison, trajno ozlijeđen Cummingsovim hicem i ozlojeđen svojom besmislenim susretom sa smrću, neočekivano poželi časno se ponijeti i odati javnosti što se zaista dogodilo, iako zna da će zato biti osuđen zbog kukavičluka. Ali Emily ga uvjerava da umjesto toga odabere sreću s njom i potiho pristane biti heroj.

## Glumci
- James Garner kao kap. korvete Charlie Madison
- Julie Andrews kao Emily Barham
- Melvyn Douglas kao kontraadmiral William Jessup
- James Coburn kao kap. korvete Paul Cummings - "Bus"
- Joyce Grenfell kao gđa Barham
- Keenan Wynn kao stari mornar
- Edward Binns kao adm. Thomas Healy
- Sharon Tate kao "lijepa cura"

## Poveznice
- Amerikanizacija Emily u internetskoj bazi filmova IMDb-a